# Рудненська селищна рада
Рудненська селищна рада  — орган місцевого самоврядування у складі Залізничного району міста Львова Львівської області з адміністративним центром у селищі міського типу Рудно.

## Населені пункти
Селищній раді підпорядковані населені пункти:
- смт Рудно

## Склад ради
Рада складається з 30 депутатів та голови.

### Керівний склад попередніх скликань
| ПІБ                      | Основні відомості                                                                             | Дата обрання | Дата звільнення |
| ------------------------ | --------------------------------------------------------------------------------------------- | ------------ | --------------- |
| Безділь Іван Ярославович | Селищний голова, 1961 року народження                                                         | 26.03.2006   | 31.10.2010      |
| Форманчук Ігор Борисович | Селищний голова, 1982 року народження, освіта вища, член Всеукраїнського об'єднання «Свобода» | 31.10.2010   |                 |

Примітка: таблиця складена за даними джерела

### Депутати
За результатами місцевих виборів 2010 року депутатами ради стали:

#### За суб'єктами висування
| Суб'єкт висування                                   | Кількість обраних депутатів | %    |
| --------------------------------------------------- | --------------------------- | ---- |
| Самовисування                                       | 21                          | 70   |
| Політична партія «Наша Україна»                     | 8                           | 26,7 |
| Політична партія Всеукраїнське об'єднання «Свобода» | 1                           | 3,3  |

#### За округами
| № округу | Прізвище, ім'я, по батькові      | Дата визнання обраним | Освіта                    | Партійна приналежність                    | Відомості про обраного депутата                       |
| -------- | -------------------------------- | --------------------- | ------------------------- | ----------------------------------------- | ----------------------------------------------------- |
| 27       | Боровець Роман Романович         | 05.11.2010            | Освіта вища               | член Всеукраїнського об'єднання «Свобода» | ППСПФО «Боровець»                                     |
| 3        | Попович Олександр Анатолійович   | 05.11.2010            | Освіта вища               | позапартійний                             | приватний підприємець                                 |
| 4        | Панкевич Тарас Іванович          | 05.11.2010            | Освіта вища               | позапартійний                             | ВАТ «Укртелеком», старший майстер                     |
| 12       | Добровольська Ірина Мирославівна | 05.11.2010            | Освіта вища               | позапартійна                              | загальноосвітня школа № 74, головний бухгалтер        |
| 15       | Двулят Мирослав Ігнатович        | 05.11.2010            | Освіта вища               | позапартійний                             | кафе-бар «Юність», адміністратор                      |
| 17       | Дах Ярослав Зеновійович          | 05.11.2010            | Освіта середня            | позапартійний                             | ПП «Алькор», водій                                    |
| 26       | Малашняк Роман Миколайович       | 05.11.2010            | Освіта вища               | позапартійний                             | ТОВ"Форінет", директор                                |
| 29       | Паньків Володимир Іванович       | 05.11.2010            | Освіта середня спеціальна | член Політичної партії «Наша Україна»     |                                                       |
| 30       | Хомик Мирослава Володимирівна    | 05.11.2010            | Освіта середня            | позапартійна                              | СГІРФО зал. ЛМУУМВСУ у Львівській області, паспортист |
| 1        | Муха Ростислав Володимирович     | 14.11.2010            | Освіта незакінчена вища   | позапартійний                             | фізична особа-підприємець                             |
| 2        | Прийма Богдан Григорович         | 05.11.2010            | Освіта середня спеціальна | позапартійний                             |                                                       |
| 5        | Кваснікевич Михайло Ярославович  | 05.11.2010            | Освіта вища               | позапартійний                             | приватне підприємство, адвокат                        |
| 6        | Кінаш Ігор Романович             | 05.11.2010            | Освіта вища               | позапартійний                             | ПП «Літера», директор                                 |
| 7        | Лендєл Іван Васильович           | 05.11.2010            | Освіта вища               | позапартійний                             |                                                       |
| 8        | Панченко Михайло Вікторович      | 05.11.2010            | Освіта вища               | позапартійний                             | ГУМВСУ у Львівській області, дільничний інспектор     |
| 9        | Пащак Тарас Ярославович          | 05.11.2010            | Освіта вища               | позапартійний                             | загальноосвітня школа № 74, вчитель                   |
| 10       | Турчин Ігор Олегович             | 05.11.2010            | Освіта вища               | позапартійний                             |                                                       |
| 11       | Труш Олена Михайлівна            | 05.11.2010            | Освіта вища               | позапартійна                              | загальноосвітня школа № 74, вчитель                   |
| 13       | Марухняк Євген Леонідович        | 05.11.2010            | Освіта вища               | позапартійний                             | ПП «Марухняк»                                         |
| 14       | Шищак Теодозій Мирославович      | 05.11.2010            | Освіта середня            | позапартійний                             | ТОВ «Континентнафтотрейд»                             |
| 16       | Гуцол Богдан Тарасович           | 05.11.2010            | Освіта середня            | позапартійний                             | приватне підприємство                                 |
| 18       | Мельник Юрій Богданович          | 05.11.2010            | Освіта вища               | позапартійний                             | ПП «Рудно-транс», директор                            |
| 19       | Коган Руслан Ярославович         | 05.11.2010            | Освіта середня спеціальна | позапартійний                             | ФОПП Коган Р. Я.                                      |
| 20       | Шумська Ірина Романівна          | 05.11.2010            | Освіта вища               | позапартійна                              | ТзОВ «Форт-три», головний бухгалтер                   |
| 21       | Мокрик Галина Михайлівна         | 05.11.2010            | Освіта середня спеціальна | позапартійна                              | РГУУГКЦ, дяк                                          |
| 22       | Кшик Юрій Володимирович          | 05.11.2010            | Освіта вища               | позапартійний                             |                                                       |
| 23       | Криворучко Зеновій Іванович      | 05.11.2010            | Освіта середня            | позапартійний                             |                                                       |
| 24       | Бардин Олег Григорович           | 05.11.2010            | Освіта вища               | позапартійний                             | приватне підприємство                                 |
| 25       | Солук Михайло Степанович         | 05.11.2010            | Освіта вища               | позапартійний                             |                                                       |
| 28       | Яєчник Петро Васильович          | 05.11.2010            | Освіта вища               | позапартійний                             | ВМКУЗР, заступник начальника центру з лог.            |